# 上海牌轿车

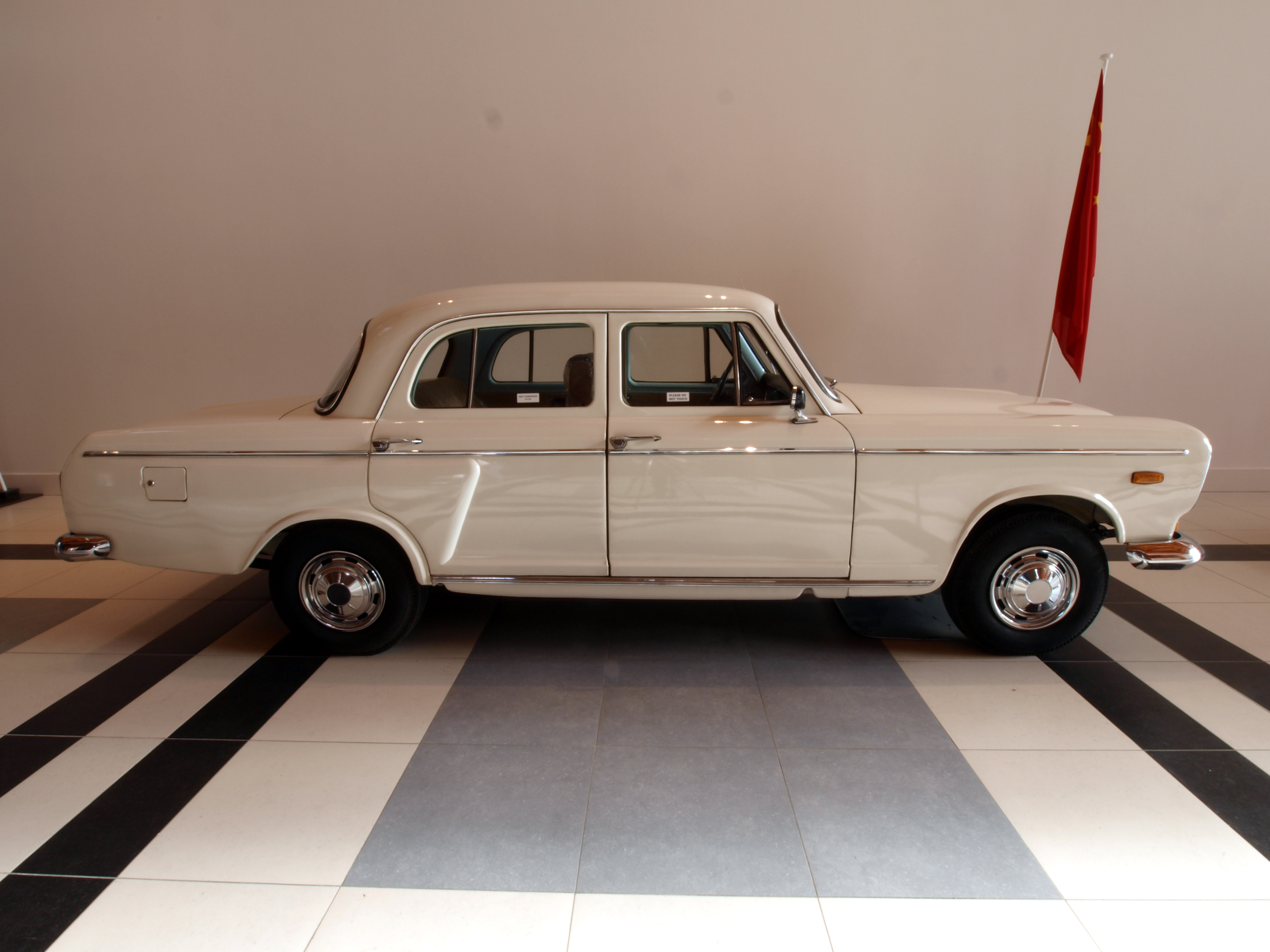
1986年的上海牌SH760B轿车

上海牌轿车原称凤凰牌轿车，是中華人民共和國建国后上海生产的最早的轿车，由上海汽车制造厂生产（今上汽集团）。从1958年到1991年，上海牌轿车共计生产了有79525辆。其最初主要是作为政府公务车使用。轿车是以西德1956年出产的奔驰220S型轿车为样板的。
1958年9月28日，上海汽车装配厂试制成功了第一辆轿车，其最高时速达105公里，并命名为凤凰牌轿车。然而自1960年后，在国内三年的经济困难时期，凤凰牌轿车被迫停产。1963年，凤凰牌轿车改称为“上海牌SH760型”轿车，并在之后的1965年受国家获批定型并投产，成为中国普通公务车和国宾接待的主力车型。
之后，上海牌汽车在60年代中期开始先后制造SH760A、上海牌敞篷轿车和防弹车车型SH770。SH760A改造了车头车尾的造型，将原先的圆形改成了方形。1980年，上海汽车厂所年产的上海牌轿车的数量突破5000辆。
1991年11月25日下午2点30分，上海汽车厂总装车间举行了最后一辆上海牌轿车下线仪式。上海牌轿车最终走向历史。

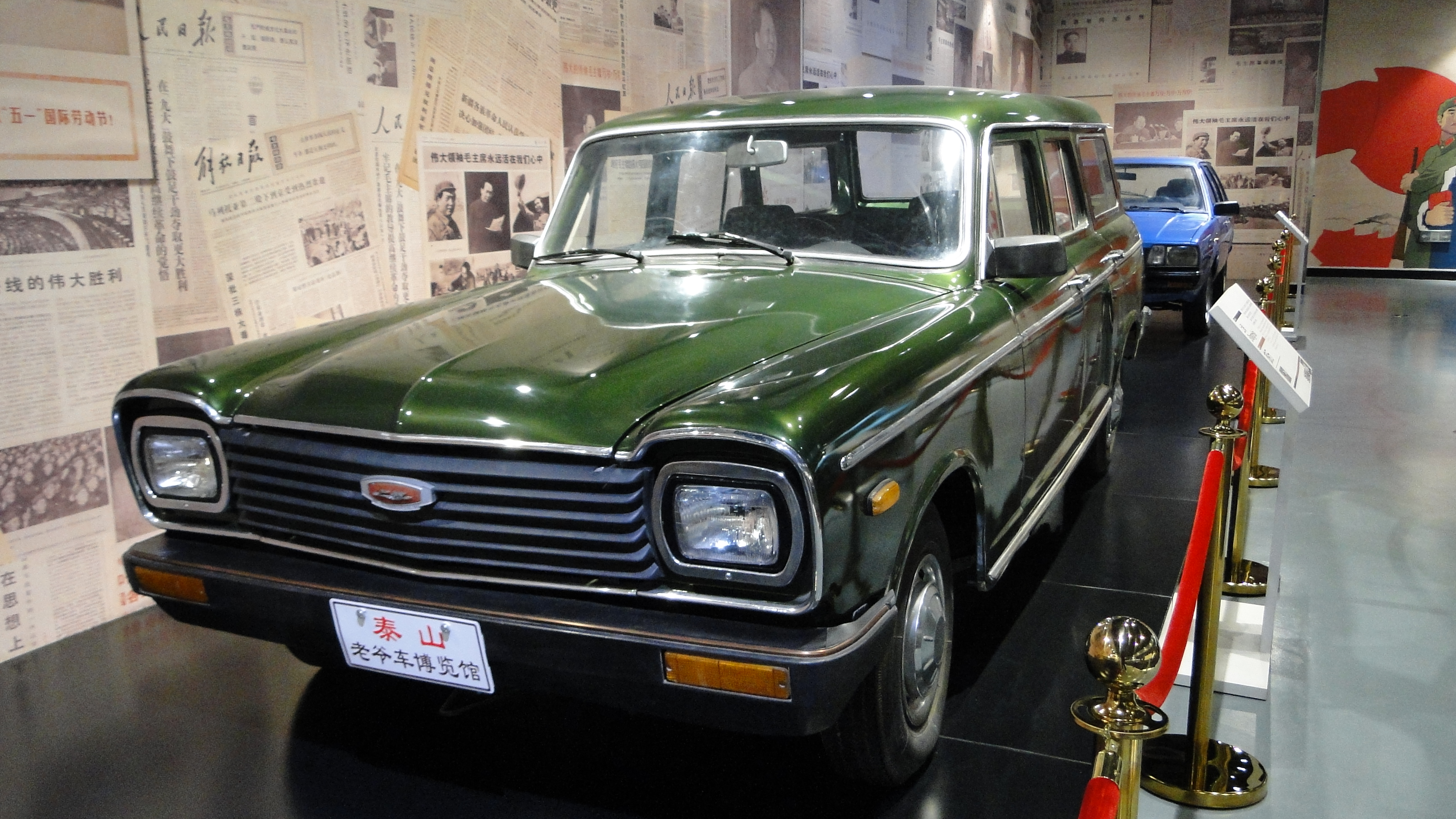
上海牌旅行车